# Соколова, Елена Сергеевна
Еле́на Серге́евна Соколо́ва (род. 15 февраля 1980, Москва, РСФСР, СССР) — российская фигуристка, выступавшая в одиночном разряде. Трёхкратная чемпионка России (2003, 2004, 2006), серебряный призёр чемпионата мира 2003 года, неоднократный призёр чемпионатов Европы, чемпионка зимней Универсиады в Словакии. Завершила любительскую спортивную карьеру по окончании сезона 2006—2007 годов.

## Карьера

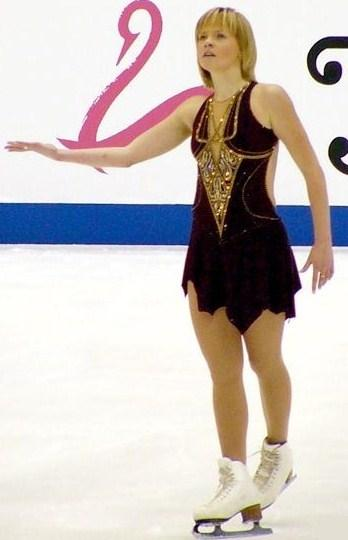
Елена Соколова на турнире «NHK Trophy» в 2004 году.

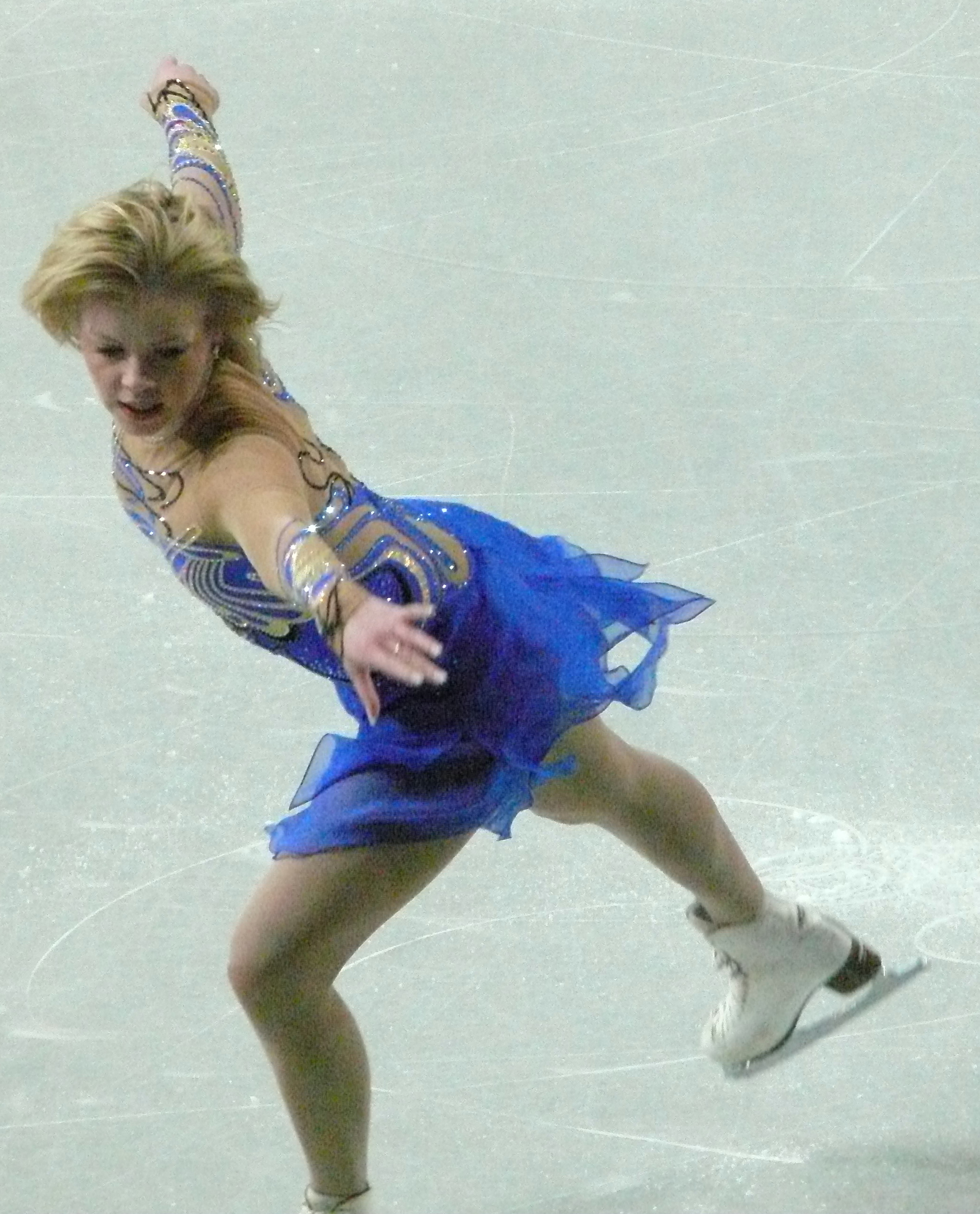
Елена Соколова на чемпионате Европы 2007 года.

Елена Соколова начала заниматься фигурным катанием в возрасте четырёх лет. Первый тренер — В. Туманов, с 1997 года — Марина и Виктор Кудрявцевы. В 1997 году заняла второе место на чемпионате мира среди юниоров. В следующем сезоне, завоевав бронзовую медаль чемпионата России, вошла в сборную страны, в том числе и на Олимпийские игры в Нагано, где стала 7-й. Затем последовал продолжительный спад результатов. Четыре следующих года Соколова не могла пробиться в сборную, занимая на национальных чемпионатах непризовые места. В 2000 году переехала в Санкт-Петербург для тренировок под руководством Алексея Мишина, но через два года вернулась к Виктору Кудрявцеву. Причиной разрыва с Мишиным Соколова называла недостаток внимания со стороны наставника, Мишин же утверждал, что она нарушала спортивный режим и пропускала тренировки. Кроме того, полгода тренировок Соколова пропустила из-за нелепой травмы — в самолёте ей на голову упал чей-то чемодан с коньками и у неё было серьёзное сотрясение мозга.
Сразу после возвращения к прежнему тренеру Соколова стала первой на чемпионате России, обыграв в числе прочих и Ирину Слуцкую. Сезон 2002/2003 стал одним из самых успешных в её карьере: на чемпионатах Европы и мира она завоевала серебряные медали (на Европе проиграв Слуцкой, а на мире — Мишель Кван).
В дальнейшем Соколова ещё дважды выигрывала чемпионат России, становилась один раз второй и один раз третьей на чемпионатах Европы. На Зимних Олимпийских играх в Турине была 14-й.
Весной 2006 года Соколова участвовала в гастрольном туре шоу Ильи Авербуха «Итальянский карнавал» по городам России..
После ухода из спорта Слуцкой считалось, что именно Соколова займёт место первого номера сборной, но на национальном чемпионате в 2007 году она проиграла молодым Ксении Дорониной и Александре Иевлевой, а на чемпионатах Европы и мира стала 7-й и 13-й, соответственно, и это самые плохие её результаты на этих турнирах за карьеру. Среди причин провала, в первую очередь, руководством российского фигурного катания назывались непрофессиональное отношение к тренировкам, лишний вес. Больше Соколова в любительских соревнованиях не участвовала, хотя в 2008 году в интервью утверждала, что продолжает тренироваться и спорт не покинула.
С 2008 года занимается тренерской деятельностью. С 2015 года работает тренером в школе-студии по фигурному катанию Ирины Слуцкой при ледовом дворце в Лыткарино (Московская область).

## Образование
Окончила факультет спортивной журналистики РГАФК (отделение телевидения).

## Личная жизнь
Замужем за учёным-физиком. В 2010 году родила сына Максима.

## Спортивные достижения

### после 2002 года
| Соревнования                        | 2002—2003 | 2003—2004 | 2004—2005 | 2005—2006 | 2006—2007 |
| ----------------------------------- | --------- | --------- | --------- | --------- | --------- |
| Зимние Олимпийские игры             |           |           |           | 14        |           |
| Чемпионаты мира                     | 2         | 10        | 7         | 4         | 13        |
| Чемпионаты Европы                   | 2         | 3         | 5         | 2         | 7         |
| Чемпионаты России                   | 1         | 1         | 2         | 1         | 3         |
| Финалы Гран-при                     |           |           |           | 5         |           |
| Этапы Гран-при:Cup of Russia        |           |           | 4         |           | 4         |
| Этапы Гран-при:Cup of China         |           |           |           |           | 7         |
| Этапы Гран-при:Trophee Eric Bompard |           |           |           | 6         |           |
| Этапы Гран-при:Skate America        |           |           |           | 1         |           |
| Этапы Гран-при:NHK Trophy           | 6         |           | 3         |           |           |
| Этапы Гран-при:Skate Canada         |           | 9         |           |           |           |
| Турниры «Nebelhorn Trophy»          |           |           |           | 1         |           |
| Турниры «Золотой конёк Загреба»     |           |           |           | WD        |           |
| Турниры «Finlandia Trophy»          |           |           | 4         |           |           |

- WD = снялась с соревнований

### до 2002 года
| Соревнования                  | 1996—1997 | 1997—1998 | 1998—1999 | 1999—2000 | 2000—2001 | 2001—2002 |
| ----------------------------- | --------- | --------- | --------- | --------- | --------- | --------- |
| Зимние Олимпийские игры       |           | 7         |           |           |           |           |
| Чемпионаты мира               | 8         | 8         |           |           |           |           |
| Чемпионаты мира среди юниоров | 2         |           |           |           |           |           |
| Чемпионат России              | 5         | 3         | 5         | 6         | 4         | 4         |
| Финалы Гран-при               |           | 5         | 4         |           | 6         |           |
| Этапы Гран-при:Skate America  | 6         | 3         | 2         | 3         | 3         | 10        |
| Этапы Гран-при:Cup of Russia  | 4         | 2         | 1         | 3         | 2         | 4         |
| Этапы Гран-при:Sparkassen Cup |           |           | 1         |           |           |           |
| Турниры «Finlandia Trophy»    |           |           | 1         | 1         |           |           |
| Игры доброй воли              |           |           | 7         |           |           | 10        |